# 沖浜町 (徳島市)
沖浜町（おきのはまちょう）は、徳島県徳島市の町名。八万地区に属している。郵便番号は〒770-8051。
- 人口：1,736人（2009年12月。徳島市の調査より）
- 世帯数：791世帯（同上）

## 地理
徳島市の東部に位置し、市街地に近い農村地帯である。昔から家が密集している所では、道路が狭いうえにかなり入り組んでいる。北端の明神町六丁目との境になっている御座船入江川の一部が埋め立てられ、眉山ポンプ場用地となっている。
北畑地区に蜂須賀家政が乳母を葬り、墓のそばに松を植樹したことで有名な真宗大谷派・遵敬寺、木曽御岳本教・光基院、大麻比古神社の分霊を奉祀したと伝えられる沖魂神社がある。西畑地区に、沖浜のお地蔵さんと呼ばれる真言宗御室派の十輪院真福寺がある。大木地区には若宮神社がある。

### 河川
- 御座船入江川

### 小字
- 西畑
- 北畑
- 東畑
- 北川
- 中道
- 大木
- 居屋敷
- 南開
- 栄開
- 明治開

## 歴史
地名の由来は、当地が古くは海浜であったという記録（名東郡村誌）で、地形に因むものと思われる。
元は八万村沖浜のうち東部農村地域で、昭和12年に現在の町名となった。

## 施設
- 沖魂神社
- 遵敬寺
- 真福寺

## 交通

### 道路
一般国道
- 国道55号

### バス
徳島バス
- 沖須賀橋